# Śreżoga

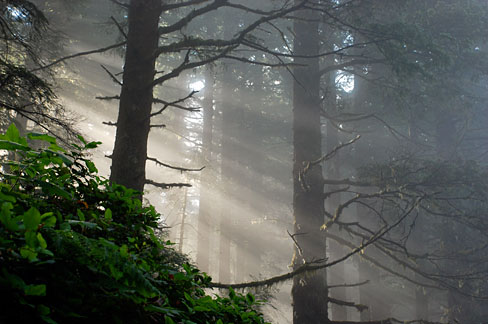
Promienie słoneczne we mgle

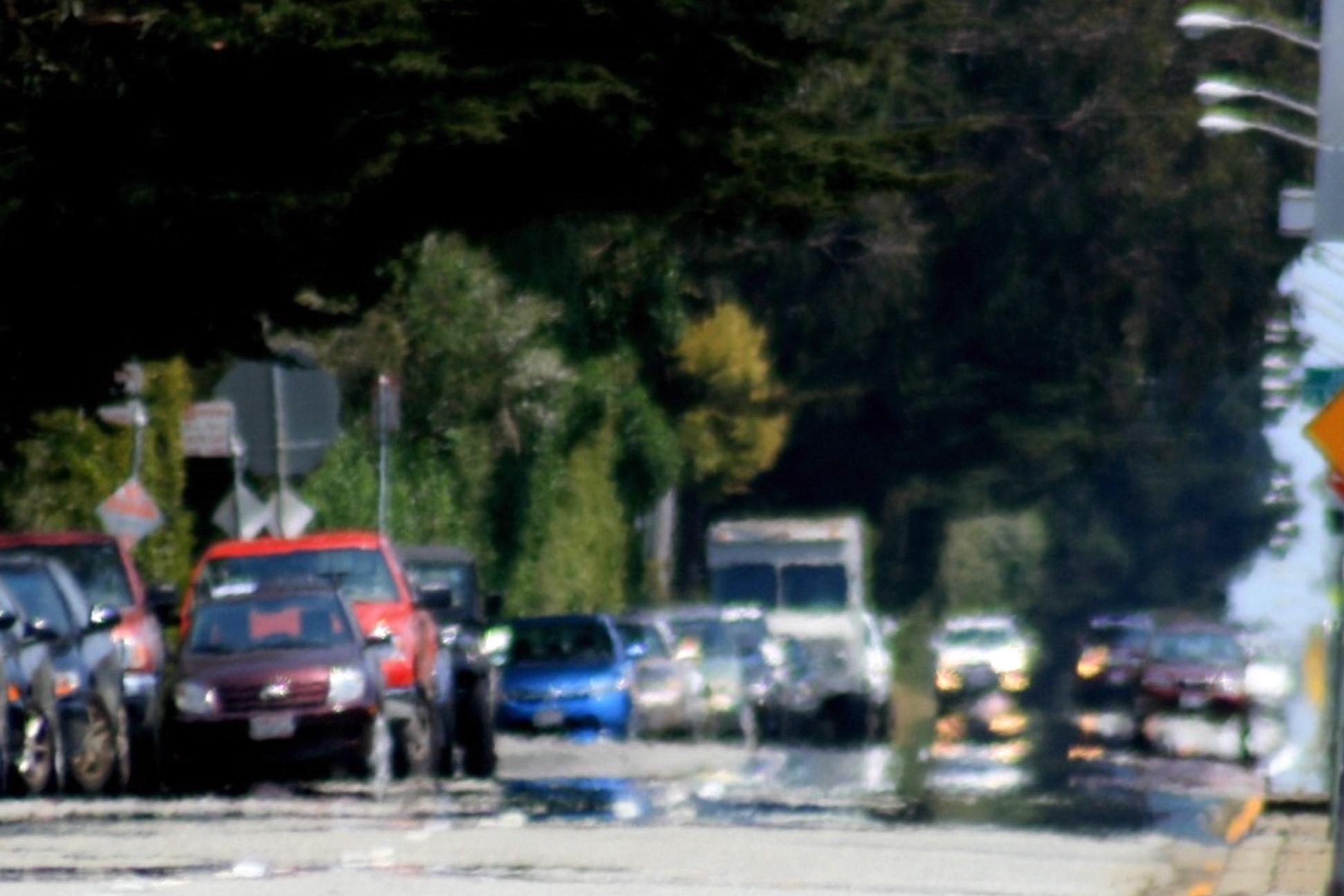
Rozedrgane powietrze nad rozgrzanym asfaltem

Śreżoga – promienie słoneczne przeświecające przez warstwę mgły, także dymu, zapylonego powietrza itp.

H. Sienkiewicz – W pustyni i w puszczy – rozdział VIII:

Grubszy piasek opadł zupełnie; pozostał w powietrzu tylko subtelny, czerwony pył, coś w rodzaju śreżogi, przez którą słońce przeświecało jak miedziana blacha.

Słowo śreżoga bywa też rozumiane jako ruch konwekcyjny rozedrganego w upalny dzień powietrza, powodujący wrażenie mgły (np. nad rozgrzanym asfaltem).